# Liechtensteiner-Cup 2019-2020
La Liechtensteiner-Cup 2019-2020, nota come FL1 Aktiv-Cup 2019-2020 per ragioni di sponsorizzazione, è stata la 75ª edizione della coppa nazionale del Liechtenstein, iniziata il 27 luglio 2019 e terminata anticipatamente l'11 maggio 2020 a causa dell'emergenza dovuta alla pandemia di COVID-19. Non si è proceduto alla disputa delle semifinali e della finale. Il Vaduz, campione in carica, è stato designato come rappresentante del Liechtenstein nelle competizioni europee.

## Date
| Turno            | Data                     |
| ---------------- | ------------------------ |
| Primo turno      | 27/28 agosto 2019        |
| Secondo turno    | 17/18 settembre 2019     |
| Quarti di finale | 30/31 ottobre 2019       |
| Semifinali       | 11 marzo / 7 aprile 2020 |
| Finale           | 6 maggio 2020            |

## Squadre partecipanti
Tutte le 15 squadre partecipanti giocano nel campionato svizzero di calcio.
| Challenge League (secondo livello) | 1ª Lega (quarto livello) | 2ª Lega (sesto livello) | 3ª Lega (settimo livello)            | 4ª Lega (ottavo livello)                                  | 5ª Lega (nono livello)             |
| Vaduz                              | Balzers Eschen/Mauren    | Ruggell                 | Eschen/Mauren II Triesen Triesenberg | Balzers II Eschen/Mauren III Ruggell II Schaan Triesen II | Schaan II Triesenberg II Vaduz III |

## Primo turno
| Squadra 1      | Risultato | Squadra 2  |
| -------------- | --------- | ---------- |
| 27 agosto 2019 |           |            |
| Vaduz III      | 0 - 6     | Triesen    |
| 28 agosto 2019 |           |            |
| Triesen II     | 0 - 1     | Balzers II |
| Triesenberg II | 3 - 4     | Schaan II  |

## Secondo turno
Al secondo turno accedono le tre squadre vincitrici il primo turno e le cinque squadre ammesse direttamente al secondo turno (Triesenberg, Schaan, Eschen/Mauren II, Eschen/Mauren III e Ruggell II).
| Squadra 1         | Risultato       | Squadra 2        |
| ----------------- | --------------- | ---------------- |
| 17 settembre 2019 |                 |                  |
| Eschen/Mauren III | 1 - 3 (dts)     | Triesenberg      |
| Schaan            | 5 - 3 (dts)     | Eschen/Mauren II |
| Schaan II         | 3 - 3 (7-6 dtr) | Ruggell II       |
| 18 settembre 2019 |                 |                  |
| Balzers II        | 2 - 4           | Triesen          |

## Quarti di finale
Ai quarti di finale accedono le quattro squadre vincenti il secondo turno e le quattro squadre provenienti dai livelli più alti (Vaduz, Eschen/Mauren, Balzers e Ruggell).
| Squadra 1       | Risultato | Squadra 2     |
| --------------- | --------- | ------------- |
| 23 ottobre 2019 |           |               |
| Triesenberg     | 0 - 5     | Ruggell       |
| 29 ottobre 2019 |           |               |
| Schaan II       | 0 - 7     | Balzers       |
| Triesen         | 1 - 3     | Vaduz         |
| 30 ottobre 2019 |           |               |
| Schaan          | 0 - 3     | Eschen/Mauren |

## Semifinali
| Squadra 1     | Risultato | Squadra 2     |
| ------------- | --------- | ------------- |
| 11 marzo 2020 |           |               |
| Balzers       | 1 - 6     | Vaduz         |
| 7 aprile 2020 |           |               |
| Ruggell       | n.d.      | Eschen/Mauren |